# 卡魯湖
58°23′N 22°13′E / 58.383°N 22.217°E

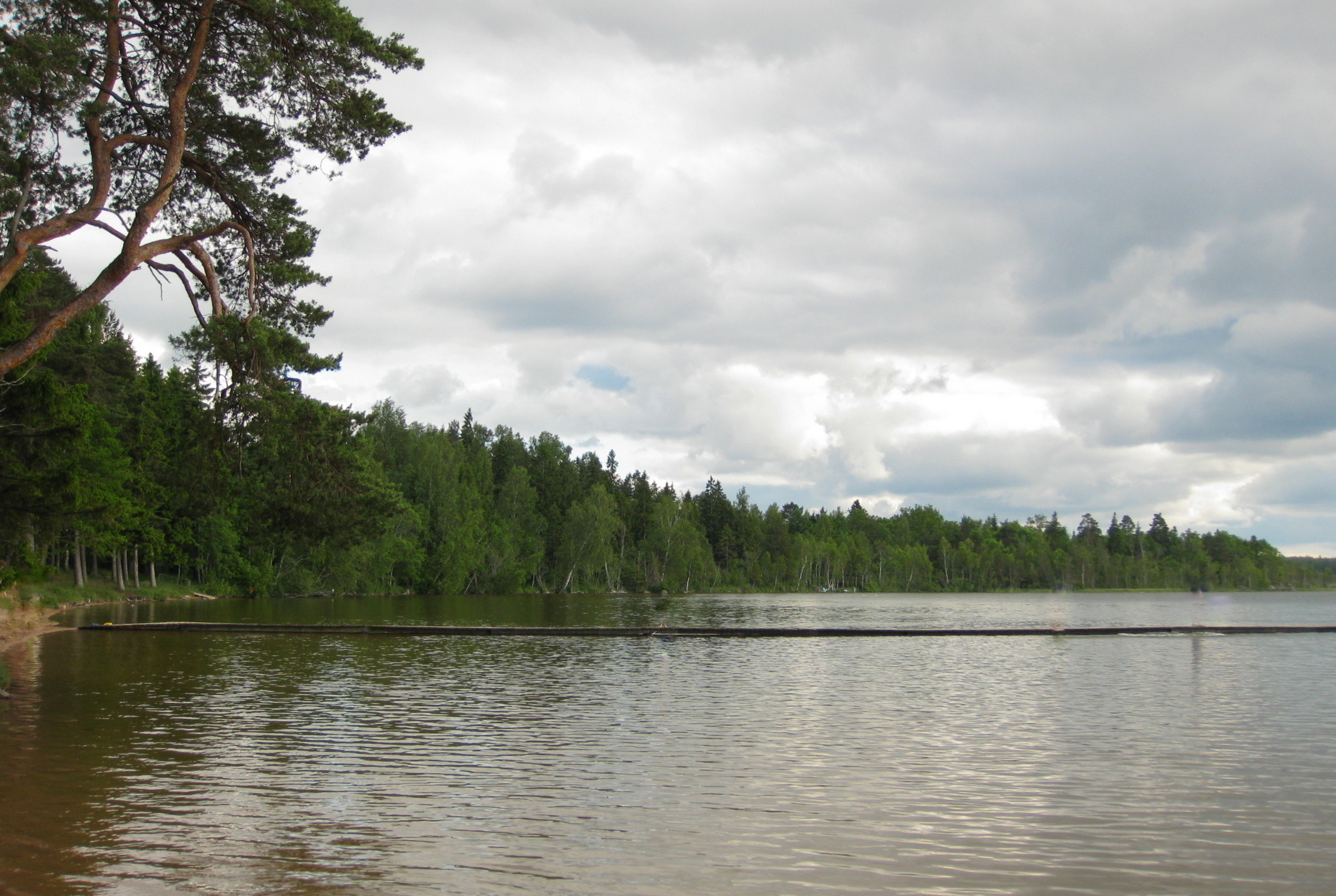

卡魯湖，是愛沙尼亞的湖泊，位於薩雷馬島西部，處於首都塔林西南面190公里，長2.8公里、寬2公里，面積0.33平方公里，海拔高度32米，最大水深6米。